# Lijst van zwemrecords 100 meter vrije slag vrouwen
Dit is een overzicht van de verschillende zwemrecords op de 100 meter vrije slag bij de vrouwen, onderverdeeld in de langebaan (50 meter) en de kortebaan (25 meter). Het onderdeel geldt als het koningsnummer van de zwemsport.

## Huidige records
Hieronder een overzicht van de huidige internationale records en nationale records in Nederlandstalige landen op de 100 meter vrije slag. Tijdens de Olympische Spelen wordt er gezwommen in een 50 meterbad en daarom bestaan er geen Olympische kortebaanrecords op deze discipline.
| laatst bijgewerkt 8 augustus 2017 | Langebaanrecords   | Langebaanrecords   | Langebaanrecords | Langebaanrecords | Kortebaanrecords           | Kortebaanrecords           | Kortebaanrecords           | Kortebaanrecords           |
| laatst bijgewerkt 8 augustus 2017 | Zwemmer            | Zwemmer            | Tijd             | Datum            | Zwemmer                    | Zwemmer                    | Tijd                       | Datum                      |
| --------------------------------- | ------------------ | ------------------ | ---------------- | ---------------- | -------------------------- | -------------------------- | -------------------------- | -------------------------- |
| Wereld                            | Sarah Sjöström     | Zweden             | 51,71            | 23 juli 2017     | Sarah Sjöström             | Zweden                     | 50,77                      | 3 augustus 2017            |
| Europa                            | Sarah Sjöström     | Zweden             | 51,71            | 23 juli 2017     | Sarah Sjöström             | Zweden                     | 50,77                      | 3 augustus 2017            |
| Olympische Spelen                 | Emma McKeon        | Australië          | 51,96            | 30 juli 2021     | geen olympische discipline | geen olympische discipline | geen olympische discipline | geen olympische discipline |
| België                            |                    |                    |                  |                  |                            |                            |                            |                            |
| Nederland                         | Marrit Steenbergen | Marrit Steenbergen | 52,26            | 16 februari 2024 | Ranomi Kromowidjojo        | Ranomi Kromowidjojo        | 51,14                      | 3 augustus 2017            |
| Suriname                          |                    |                    |                  |                  |                            |                            |                            |                            |

## Langebaan (50 meter)

### Ontwikkeling wereldrecord
| Nr. | Naam               | Land                           | Tijd   | Datum             | Plaats               |
| --- | ------------------ | ------------------------------ | ------ | ----------------- | -------------------- |
|     | Sarah Sjöström     | Zweden                         | 51,71  | 23 juli 2017      | Boedapest            |
|     | Cate Campbell      | Australië                      | 52,06  | 2 juli 2016       | Adelaide (Australië) |
|     | Britta Steffen     | Duitsland                      | 52,07  | 31 juli 2009      | Rome                 |
|     | Britta Steffen     | Duitsland                      | 52,22  | 26 juli 2009      | Rome                 |
|     | Britta Steffen     | Duitsland                      | 52,56  | 27 juni 2009      | Berlijn              |
|     | Libby Trickett     | Australië                      | 52,88  | 27 maart 2008     | Sydney               |
|     | Britta Steffen     | Duitsland                      | 53,30  | 2 augustus 2006   | Boedapest            |
|     | Lisbeth Lenton     | Australië                      | 53,42  | 31 januari 2006   | Melbourne            |
|     | Jodie Henry        | Australië                      | 53,52  | 18 augustus 2004  | Athene               |
|     | Lisbeth Lenton     | Australië                      | 53,66  | 31 maart 2004     | Sydney               |
|     | Inge de Bruijn     | Nederland                      | 53,77  | 20 september 2000 | Sydney               |
|     | Inge de Bruijn     | Nederland                      | 53,80  | 28 mei 2000       | Sheffield            |
|     | Jingyi Le          | China                          | 54,01  | 5 september 1994  | Rome                 |
|     | Jenny Thompson     | Verenigde Staten               | 54,48  | 1 maart 1992      | Indianapolis         |
|     | Kristin Otto       | Duitse Democratische Republiek | 54,73  | 19 augustus 1986  | Madrid               |
|     | Barbara Krause     | Duitse Democratische Republiek | 54,79  | 21 juli 1980      | Moskou               |
|     | Barbara Krause     | Duitse Democratische Republiek | 54,98  | 20 juli 1980      | Moskou               |
|     | Barbara Krause     | Duitse Democratische Republiek | 55,41  | 5 juli 1978       | Oost-Berlijn         |
|     | Kornelia Ender     | Duitse Democratische Republiek | 55,65  | 19 juli 1976      | Montreal             |
|     | Kornelia Ender     | Duitse Democratische Republiek | 55,73  | 1 juni 1976       | Oost-Berlijn         |
|     | Kornelia Ender     | Duitse Democratische Republiek | 56,22  | 26 juli 1975      | Cali                 |
|     | Kornelia Ender     | Duitse Democratische Republiek | 56,38  | 14 maart 1975     | Dresden              |
|     | Kornelia Ender     | Duitse Democratische Republiek | 56,96  | 19 augustus 1974  | Wenen                |
|     | Kornelia Ender     | Duitse Democratische Republiek | 57,51  | 4 juli 1974       | Rostock              |
|     | Kornelia Ender     | Duitse Democratische Republiek | 57,54  | 9 september 1973  | Belgrado             |
|     | Kornelia Ender     | Duitse Democratische Republiek | 57,61  | 8 september 1973  | Belgrado             |
|     | Kornelia Ender     | Duitse Democratische Republiek | 58,12  | 18 augustus 1973  | Utrecht              |
|     | Kornelia Ender     | Duitse Democratische Republiek | 58,25  | 13 juli 1973      | Oost-Berlijn         |
|     | Shane Gould        | Australië                      | 58,5   | 8 januari 1972    | Sydney               |
|     | Shane Gould        | Australië                      | 58,9   | 30 april 1971     | Londen               |
|     | Dawn Fraser        | Australië                      | 58,9   | 29 februari 1964  | Sydney               |
|     | Dawn Fraser        | Australië                      | 59,5   | 24 november 1962  | Perth                |
|     | Dawn Fraser        | Australië                      | 59,9   | 27 oktober 1962   | Melbourne            |
|     | Dawn Fraser        | Australië                      | 1.00,0 | 23 oktober 1962   | Melbourne            |
|     | Dawn Fraser        | Australië                      | 1.00,2 | 23 februari 1960  | Sydney               |
|     | Dawn Fraser        | Australië                      | 1.01,2 | 10 augustus 1958  | Schiedam             |
|     | Dawn Fraser        | Australië                      | 1.01,4 | 21 juli 1958      | Cardiff              |
|     | Dawn Fraser        | Australië                      | 1.01,5 | 18 februari 1958  | Melbourne            |
|     | Dawn Fraser        | Australië                      | 1.02,0 | 1 december 1956   | Melbourne            |
|     | Dawn Fraser        | Australië                      | 1.02,4 | 29 november 1956  | Melbourne            |
|     | Lorraine Crapp     | Australië                      | 1.02,4 | 25 oktober 1956   | Melbourne            |
|     | Lorraine Crapp     | Australië                      | 1.03,2 | 20 oktober 1956   | Sydney               |
|     | Dawn Fraser        | Australië                      | 1.03,3 | 25 augustus 1956  | Townsville           |
|     | Cocky Gastelaars   | Nederland                      | 1.04,0 | 14 april 1956     | Schiedam             |
|     | Cocky Gastelaars   | Nederland                      | 1.04,2 | 3 maart 1956      | Amsterdam            |
|     | Dawn Fraser        | Australië                      | 1.04,5 | 21 februari 1956  | Sydney               |
|     | Willy den Ouden    | Nederland                      | 1.04,6 | 27 februari 1936  | Amsterdam            |
|     | Willy den Ouden    | Nederland                      | 1.04,8 | 15 april 1934     | Rotterdam            |
|     | Willy den Ouden    | Nederland                      | 1.05,4 | 24 februari 1934  | Amsterdam            |
|     | Willy den Ouden    | Nederland                      | 1.06,0 | 9 juli 1933       | Antwerpen            |
|     | Helene Madison     | Verenigde Staten               | 1.06,6 | 20 april 1931     | Boston               |
|     | Helene Madison     | Verenigde Staten               | 1.08,0 | 14 maart 1930     | Miami Beach          |
|     | Albina Osipowich   | Verenigde Staten               | 1.09,4 | 25 augustus 1929  | San Francisco        |
|     | Eleanor Garatti    | Verenigde Staten               | 1.09,8 | 7 augustus 1929   | Honolulu             |
|     | Ethel Lackie       | Verenigde Staten               | 1.10,0 | 28 januari 1926   | Toledo               |
|     | Mariechen Wehselau | Verenigde Staten               | 1.12,2 | 19 juli 1924      | Parijs               |
|     | Gertrude Ederle    | Verenigde Staten               | 1.12,8 | 30 juni 1923      | Newark               |
|     | Ethelda Bleibtrey  | Verenigde Staten               | 1.13,6 | 25 augustus 1920  | Antwerpen            |
|     | Fanny Durack       | Australië                      | 1.16,2 | 6 februari 1915   | Sydney               |
|     | Fanny Durack       | Australië                      | 1.18,8 | 21 juli 1912      | Hamburg              |
|     | Fanny Durack       | Australië                      | 1.19,8 | 9 juli 1912       | Stockholm            |
|     | Daisy Curwen       | Groot-Brittannië               | 1.20,6 | 10 juni 1912      | Birkenhead           |
|     | Daisy Curwen       | Groot-Brittannië               | 1.24,6 | 29 september 1911 | Liverpool            |
|     | Claire Guttenstein | België                         | 1.26,6 | 2 oktober 1910    | Schaarbeek           |
|     | Martha Gerstung    | Duitse Keizerrijk              | 1.35,0 | 18 oktober 1908   | Maagdenburg          |

### OntwikkelingOlympischrecord
| Nr. | Naam                | Land                           | Tijd   | Datum             | Plaats         |
| --- | ------------------- | ------------------------------ | ------ | ----------------- | -------------- |
|     | Emma McKeon         | Australië                      | 51,96  | 30 juli 2021      | Tokio          |
|     | Emma McKeon         | Australië                      | 52,13  | 28 juli 2021      | Tokio          |
|     | Penelope Oleksiak   | Canada Verenigde Staten        | 52,70  | 11 augustus 2016  | Rio de Janeiro |
|     | Cate Campbell       | Australië                      | 52,71  | 10 augustus 2016  | Rio de Janeiro |
|     | Ranomi Kromowidjojo | Nederland                      | 53,00  | 2 augustus 2012   | Londen         |
|     | Ranomi Kromowidjojo | Nederland                      | 53,05  | 1 augustus 2012   | Londen         |
|     | Britta Steffen      | Duitsland                      | 53,12  | 15 augustus 2008  | Peking         |
|     | Britta Steffen      | Duitsland                      | 53,38  | 10 augustus 2008  | Peking         |
|     | Jodie Henry         | Australië                      | 53,52  | 18 augustus 2004  | Athene         |
|     | Inge de Bruijn      | Nederland                      | 53,77  | 20 september 2000 | Sydney         |
|     | Jingyi Le           | China                          | 54,50  | 20 juli 1996      | Atlanta        |
|     | Zhuang Yong         | China                          | 54,51  | 28 juli 1992      | Barcelona      |
|     | Zhuang Yong         | China                          | 54,64  | 26 juli 1992      | Barcelona      |
|     | Jenny Thompson      | Verenigde Staten               | 54,69  | 26 juli 1992      | Barcelona      |
|     | Barbara Krause      | Duitse Democratische Republiek | 54,79  | 21 juli 1980      | Moskou         |
|     | Barbara Krause      | Duitse Democratische Republiek | 54,98  | 20 juli 1980      | Moskou         |
|     | Kornelia Ender      | Duitse Democratische Republiek | 55,65  | 19 juli 1976      | Montreal       |
|     | Kornelia Ender      | Duitse Democratische Republiek | 55,81  | 18 juli 1976      | Montreal       |
|     | Enith Brigitha      | Nederland                      | 56,61  | 18 juli 1976      | Montreal       |
|     | Petra Priemer       | Duitse Democratische Republiek | 56,95  | 18 juli 1976      | Montreal       |
|     | Sandra Neilson      | Verenigde Staten               | 58,59  | 29 augustus 1972  | München        |
|     | Shirley Babashoff   | Verenigde Staten               | 59,05  | 28 augustus 1972  | München        |
|     | Shane Gould         | Australië                      | 59,44  | 28 augustus 1972  | München        |
|     | Magdolna Patoh      | Hongarije                      | 59,47  | 28 augustus 1972  | München        |
|     | Dawn Fraser         | Australië                      | 59,5   | 13 oktober 1964   | Tokio          |
|     | Dawn Fraser         | Australië                      | 59,9   | 12 oktober 1964   | Tokio          |
|     | Dawn Fraser         | Australië                      | 1.00,6 | 12 oktober 1964   | Tokio          |
|     | Dawn Fraser         | Australië                      | 1.00,6 | 3 september 1960  | Rome           |
|     | Dawn Fraser         | Australië                      | 1.01,2 | 29 augustus 1960  | Rome           |
|     | Dawn Fraser         | Australië                      | 1.01,4 | 27 augustus 1960  | Rome           |
|     | Chris von Saltza    | Verenigde Staten               | 1.01,9 | 26 augustus 1960  | Rome           |
|     | Dawn Fraser         | Australië                      | 1.02,0 | 1 december 1956   | Melbourne      |
|     | Dawn Fraser         | Australië                      | 1.02,4 | 29 november 1956  | Melbourne      |
|     | Lorraine Crapp      | Australië                      | 1.03,4 | 29 november 1956  | Melbourne      |
|     | Judit Temes         | Hongarije                      | 1.05,5 | 26 juli 1952      | Helsinki       |
|     | Greta Andersen      | Denemarken                     | 1.05,9 | 31 juli 1948      | Londen         |
|     | Rie Mastenbroek     | Nederland                      | 1.05,9 | 10 augustus 1936  | Berlijn        |
|     | Rie Mastenbroek     | Nederland                      | 1.06,4 | 9 augustus 1936   | Berlijn        |
|     | Rie Mastenbroek     | Nederland                      | 1.06,4 | 8 augustus 1936   | Berlijn        |
|     | Helene Madison      | Verenigde Staten               | 1.06,8 | 8 augustus 1932   | Los Angeles    |
|     | Willy den Ouden     | Nederland                      | 1.07,6 | 7 augustus 1932   | Los Angeles    |
|     | Eleanor Garatti     | Verenigde Staten               | 1.08,5 | 6 augustus 1932   | Los Angeles    |
|     | Helene Madison      | Verenigde Staten               | 1.08,9 | 6 augustus 1932   | Los Angeles    |
|     | Joyce Cooper        | Groot-Brittannië               | 1.09,0 | 6 augustus 1932   | Los Angeles    |
|     | Albina Osipowich    | Verenigde Staten               | 1.11,0 | 11 augustus 1928  | Amsterdam      |
|     | Eleanor Garatti     | Verenigde Staten               | 1.11,4 | 10 augustus 1928  | Amsterdam      |
|     | Albina Osipowich    | Verenigde Staten               | 1.12,2 | 10 augustus 1928  | Amsterdam      |
|     | Mariechen Wehselau  | Verenigde Staten               | 1.12,2 | 19 juli 1924      | Parijs         |
|     | Ethelda Bleibtrey   | Verenigde Staten               | 1.13,6 | 25 augustus 1920  | Antwerpen      |
|     | Ethelda Bleibtrey   | Verenigde Staten               | 1.14,4 | 23 augustus 1920  | Antwerpen      |
|     | Frances Schroth     | Verenigde Staten               | 1.18,0 | 23 augustus 1920  | Antwerpen      |
|     | Irene Guest         | Verenigde Staten               | 1.18,0 | 23 augustus 1920  | Antwerpen      |
|     | Fanny Durack        | Australië                      | 1.19,8 | 8 juli 1912       | Stockholm      |
|     | Daisy Curwen        | Groot-Brittannië               | 1.23,6 | 8 juli 1912       | Stockholm      |
|     | Belle Moore         | Groot-Brittannië               | 1.29,8 | 8 juli 1912       | Stockholm      |

### OntwikkelingEuropeesrecord

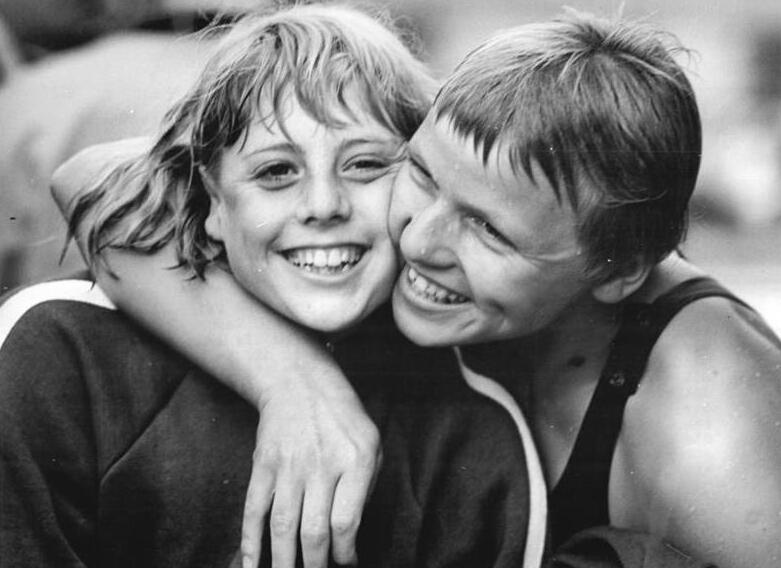
De Oost-Duitse Martina Grunert (l)

| Nr. | Naam                     | Land                           | Tijd   | Datum             | Plaats       |
| --- | ------------------------ | ------------------------------ | ------ | ----------------- | ------------ |
|     | Sarah Sjöström           | Zweden                         | 51,71  | 23 juli 2017      | Boedapest    |
|     | Britta Steffen           | Duitsland                      | 52,07  | 31 juli 2009      | Rome         |
|     | Britta Steffen           | Duitsland                      | 52,22  | 26 juli 2009      | Rome         |
|     | Britta Steffen           | Duitsland                      | 52,56  | 27 juni 2009      | Berlijn      |
|     | Britta Steffen           | Duitsland                      | 53,05  | 19 juli 2008      | Maagdenburg  |
|     | Britta Steffen           | Duitsland                      | 53,20  | 22 april 2008     | Berlijn      |
|     | Britta Steffen           | Duitsland                      | 53,30  | 2 augustus 2006   | Boedapest    |
|     | Inge de Bruijn           | Nederland                      | 53,77  | 20 september 2000 | Sydney       |
|     | Inge de Bruijn           | Nederland                      | 53,80  | 28 mei 2000       | Sheffield    |
|     | Franziska van Almsick    | Duitsland                      | 54,57  | 3 augustus 1993   | Sheffield    |
|     | Kristin Otto             | Duitse Democratische Republiek | 54,73  | 19 augustus 1986  | Madrid       |
|     | Barbara Krause           | Duitse Democratische Republiek | 54,79  | 21 juli 1980      | Moskou       |
|     | Barbara Krause           | Duitse Democratische Republiek | 54,98  | 20 juli 1980      | Moskou       |
|     | Barbara Krause           | Duitse Democratische Republiek | 55,41  | 5 juli 1978       | Oost-Berlijn |
|     | Kornelia Ender           | Duitse Democratische Republiek | 55,65  | 19 juli 1976      | Montreal     |
|     | Kornelia Ender           | Duitse Democratische Republiek | 55,73  | 1 juni 1976       | Oost-Berlijn |
|     | Kornelia Ender           | Duitse Democratische Republiek | 56,22  | 26 juli 1975      | Cali         |
|     | Kornelia Ender           | Duitse Democratische Republiek | 56,38  | 14 maart 1975     | Dresden      |
|     | Kornelia Ender           | Duitse Democratische Republiek | 56,96  | 19 augustus 1974  | Wenen        |
|     | Kornelia Ender           | Duitse Democratische Republiek | 57,51  | 4 juli 1974       | Rostock      |
|     | Kornelia Ender           | Duitse Democratische Republiek | 57,54  | 9 september 1973  | Belgrado     |
|     | Kornelia Ender           | Duitse Democratische Republiek | 57,61  | 8 september 1973  | Belgrado     |
|     | Kornelia Ender           | Duitse Democratische Republiek | 58,12  | 18 augustus 1973  | Utrecht      |
|     | Kornelia Ender           | Duitse Democratische Republiek | 58,25  | 13 juli 1973      | Oost-Berlijn |
|     | Kornelia Ender           | Duitse Democratische Republiek | 58,60  | 28 mei 1973       | Halle        |
|     | Gabriele Wetzko          | Duitse Democratische Republiek | 59,21  | 29 augustus 1972  | München      |
|     | Gabriele Wetzko          | Duitse Democratische Republiek | 59,3   | 11 september 1970 | Barcelona    |
|     | Gabriele Wetzko          | Duitse Democratische Republiek | 59,6   | 7 september 1970  | Barcelona    |
|     | Gabriele Wetzko          | Duitse Democratische Republiek | 59,6   | 13 april 1970     | Novosibirsk  |
|     | Gabriele Wetzko          | Duitse Democratische Republiek | 59,6   | 23 augustus 1969  | Boedapest    |
|     | Judit Turóczy            | Hongarije                      | 1.00,0 | 8 augustus 1969   | Boedapest    |
|     | Judit Turóczy            | Hongarije                      | 1.00,2 | 13 juli 1968      | Boedapest    |
|     | Judit Turóczy            | Hongarije                      | 1.00,4 | 28 juni 1968      | Boedapest    |
|     | Judit Turóczy            | Hongarije                      | 1.00,8 | 19 augustus 1967  | Boedapest    |
|     | Martina Grunert          | Duitse Democratische Republiek | 1.01,2 | 22 augustus 1966  | Utrecht      |
|     | Ann-Christine Hagberg    | Zweden                         | 1.01,5 | 18 augustus 1963  | Örebro       |
|     | Ann-Christine Hagberg    | Zweden                         | 1.01,7 | 8 augustus 1963   | Stockholm    |
|     | Ann-Christine Hagberg    | Zweden                         | 1.02,0 | 18 juli 1963      | Båstad       |
|     | Diana Wilkinson          | Groot-Brittannië               | 1.02,4 | 23 juni 1962      | Blackpool    |
|     | Csilla Madarasz-Bajnogel | Hongarije                      | 1.02,5 | 16 juli 1960      | Boedapest    |
|     | Csilla Madarasz-Bajnogel | Hongarije                      | 1.02,8 | 2 juli 1960       | Boedapest    |
|     | Cocky Gastelaars         | Nederland                      | 1.02,9 | 14 juli 1959      | Parijs       |
|     | Cocky Gastelaars         | Nederland                      | 1.03,7 | 1 september 1958  | Boedapest    |
|     | Cocky Gastelaars         | Nederland                      | 1.03,9 | 17 mei 1958       | Blackpool    |
|     | Cocky Gastelaars         | Nederland                      | 1.05,0 | 15 januari 1958   | Melbourne    |
|     | Greetje Kraan            | Nederland                      | 1.03,2 | 22 maart 1957     | Hilversum    |
|     | Cocky Gastelaars         | Nederland                      | 1.04,0 | 14 april 1956     | Schiedam     |
|     | Cocky Gastelaars         | Nederland                      | 1.04,2 | 3 maart 1956      | Amsterdam    |
|     | Willy den Ouden          | Nederland                      | 1.04,6 | 27 februari 1936  | Amsterdam    |
|     | Willy den Ouden          | Nederland                      | 1.04,8 | 15 april 1934     | Rotterdam    |
|     | Willy den Ouden          | Nederland                      | 1.05,4 | 24 februari 1934  | Amsterdam    |
|     | Willy den Ouden          | Nederland                      | 1.06,0 | 9 juli 1933       | Antwerpen    |
|     | Willy den Ouden          | Nederland                      | 1.07,6 | 7 augustus 1932   | Los Angeles  |
|     | Magda Lenkei             | Hongarije                      | 1.09,8 | 30 mei 1931       | Boedapest    |
|     | Joyce Cooper             | Groot-Brittannië               | 1.10,0 | 7 januari 1931    | Parijs       |
|     | Marie Braun              | Nederland                      | 1.11,8 | 29 oktober 1929   | Den Haag     |
|     | Marie Braun              | Nederland                      | 1.13,2 | 28 november 1928  | Den Haag     |
|     | Lotte Lehmann            | Weimarrepubliek                | 1.42,2 | 15 november 1925  | Duisburg     |
|     | Daisy Curwen             | Groot-Brittannië               | 1.20,6 | 10 juni 1912      | Birkenhead   |
|     | Daisy Curwen             | Groot-Brittannië               | 1.24,6 | 29 september 1911 | Liverpool    |
|     | Claire Guttenstein       | België                         | 1.26,6 | 2 oktober 1910    | Schaarbeek   |
|     | Martha Gerstung          | Duitse Keizerrijk              | 1.35,0 | 18 oktober 1908   | Maagdenburg  |

### OntwikkelingNederlandsrecord
| Nr. | Naam                   | Club                | Tijd   | Datum             | Plaats         |
| --- | ---------------------- | ------------------- | ------ | ----------------- | -------------- |
|     | Femke Heemskerk        | NZA                 | 52,69  | 5 april 2015      | Eindhoven      |
|     | Ranomi Kromowidjojo    | Eiffel Swimmers PSV | 52,75  | 13 april 2012     | Eindhoven      |
|     | Marleen Veldhuis       | Eiffel Swimmers PSV | 53,17  | 18 april 2009     | Amsterdam      |
|     | Marleen Veldhuis       | Eiffel Swimmers PSV | 53,58  | 9 december 2007   | Eindhoven      |
|     | Marleen Veldhuis       | PSV                 | 53,70  | 29 maart 2007     | Melbourne      |
|     | Inge de Bruijn         | PSV                 | 53,77  | 20 september 2000 | Sydney         |
|     | Inge de Bruijn         | PSV                 | 53,80  | 28 mei 2000       | Sheffield      |
|     | Inge de Bruijn         | PSV                 | 54,79  | 19 december 1999  | Eindhoven      |
|     | Inge de Bruijn         | PSV                 | 54,92  | 6 juni 1999       | Rio de Janeiro |
|     | Karin Brienesse        | DWK                 | 55,16  | 9 juni 1996       | Drachten       |
|     | Marianne Muis          | Dedemsvaart AC      | 55,61  | 15 augustus 1989  | Bonn           |
|     | Marianne Muis          | Dedemsvaart AC      | 55,72  | 15 augustus 1989  | Bonn           |
|     | Conny van Bentum       | DWK                 | 55,79  | 17 augustus 1986  | Madrid         |
|     | Annemarie Verstappen   | BZV/Solar           | 55,79  | 27 januari 1985   | Amersfoort     |
|     | Annemarie Verstappen   | BZV/Solar           | 55,87  | 1 augustus 1982   | Guayaquil      |
|     | Annemarie Verstappen   | BZV/Solar           | 56,01  | 26 juni 1982      | Rotterdam      |
|     | Annemarie Verstappen   | BZV/Solar           | 56,0   | 19 juni 1982      | Breda          |
|     | Annemarie Verstappen   | BZV/Solar           | 56,10  | 31 januari 1982   | Amersfoort     |
|     | Enith Brigitha         | Het Y               | 56,61  | 18 juli 1976      | Montreal       |
|     | Enith Brigitha         | Het Y               | 56,79  | 27 juni 1976      | Rotterdam      |
|     | Enith Brigitha         | Het Y               | 57,53  | 31 augustus 1975  | Leidschendam   |
|     | Enith Brigitha         | Het Y               | 57,68  | 23 juli 1974      | Utrecht        |
|     | Enith Brigitha         | Het Y               | 58,27  | 23 juli 1974      | Utrecht        |
|     | Enith Brigitha         | Het Y               | 58,54  | 21 juni 1974      | Wenen          |
|     | Enith Brigitha         | Het Y               | 58,76  | 29 juli 1973      | Vlaardingen    |
|     | Enith Brigitha         | Het Y               | 59,0   | 30 juni 1973      | Innsbruck      |
|     | Enith Brigitha         | Het Y               | 59,3   | 21 april 1973     | Londen         |
|     | Enith Brigitha         | Het Y               | 59,46  | 30 augustus 1972  | München        |
|     | Enith Brigitha         | Het Y               | 59,6   | 4 januari 1972    | Las Palmas     |
|     | Anke Rijnders          | AZ&PC               | 1.00,4 | 14 augustus 1971  | Rotterdam      |
|     | Anke Rijnders          | AZ&PC               | 1.01,2 | 17 juli 1971      | Heiloo         |
|     | Anke Rijnders          | AZ&PC               | 1.01,7 | 4 juli 1971       | Utrecht        |
|     | Erica Terpstra         | HZ&PC               | 1.01,7 | 8 augustus 1964   | Den Haag       |
|     | Toos Beumer            | Nereus              | 1.02,7 | 8 augustus 1964   | Den Haag       |
|     | Winnie van Weerdenburg | Zian                | 1.02,9 | 28 juni 1964      | Groningen      |
|     | Cocky Gastelaars       | SZC                 | 1.02,9 | 14 juli 1959      | Parijs         |
|     | Cocky Gastelaars       | SZC                 | 1.03,7 | 1 september 1958  | Boedapest      |
|     | Cocky Gastelaars       | SZC                 | 1.03,9 | 17 mei 1958       | Blackpool      |
|     | Cocky Gastelaars       | SZC                 | 1.05,0 | 15 januari 1958   | Melbourne      |
|     | Cocky Gastelaars       | SZC                 | 1.05,1 | 9 januari 1958    | Sydney         |
|     | Willy den Ouden        | RDZ                 | 1.05,2 | 4 augustus 1935   | Doorwerth      |
|     | Willy den Ouden        | RDZ                 | 1.05,3 | 7 juli 1935       | Brussel        |
|     | Willy den Ouden        | RDZ                 | 1.06,2 | 22 juli 1934      | Schiebroek     |
|     | Willy den Ouden        | RDZ                 | 1.06,2 | 23 juni 1934      | Boedapest      |
|     | Willy den Ouden        | RDZ                 | 1.07,0 | 16 juni 1934      | Wenen          |
|     | Willy den Ouden        | RDZ                 | 1.07,6 | 7 augustus 1932   | Los Angeles    |
|     | Willy den Ouden        | RDZ                 | 1.09,2 | 6 augustus 1932   | Los Angeles    |
|     | Willy den Ouden        | RDZ                 | 1.11,0 | 19 juni 1932      | Assen          |
|     | Willy den Ouden        | RDZ                 | 1.11,4 | 2 augustus 1931   | Tilburg        |
|     | Willy den Ouden        | RDZ                 | 1.11,6 | 26 juli 1931      | Gouda          |
|     | Rie Vierdag            | Het Y               | 1.14,8 | 4 september 1927  | Bologna        |

## Kortebaan (25 meter)

### Ontwikkeling wereldrecord
| Nr. | Naam                  | Land      | Tijd  | Datum            | Plaats            |
| --- | --------------------- | --------- | ----- | ---------------- | ----------------- |
|     | Sarah Sjöström        | Zweden    | 50,77 | 3 augustus 2017  | Moskou            |
|     | Cate Campbell         | Australië | 50,91 | 28 november 2015 | Sydney            |
|     | Lisbeth Trickett      | Australië | 51,01 | 10 augustus 2009 | Hobart            |
|     | Lisbeth Lenton        | Australië | 51,70 | 9 augustus 2005  | Melbourne         |
|     | Lisbeth Lenton        | Australië | 51,91 | 8 augustus 2005  | Melbourne         |
|     | Therese Alshammar     | Zweden    | 52,17 | 17 maart 2000    | Athene            |
|     | Therese Alshammar     | Zweden    | 52,80 | 10 december 1999 | Lissabon          |
|     | Jingyi Le             | China     | 53,01 | 2 december 1993  | Palma de Mallorca |
|     | Franziska van Almsick | Duitsland | 53,33 | 10 januari 1993  | Peking            |
|     | Franziska van Almsick | Duitsland | 53,46 | 6 januari 1993   | Shanghai          |

- FINA erkent wereldrecords op de kortebaan sinds 3 maart 1991

### OntwikkelingEuropeesrecord
| Nr. | Naam                  | Land                | Tijd  | Datum            | Plaats    |
| --- | --------------------- | ------------------- | ----- | ---------------- | --------- |
|     | Sarah Sjöström        | Zweden              | 50,77 | 3 augustus 2017  | Moskou    |
|     | Francesca Halsall     | Verenigd Koninkrijk | 51,19 | 22 november 2009 | Singapore |
|     | Francesca Halsall     | Verenigd Koninkrijk | 51,61 | 11 november 2009 | Stockholm |
|     | Marleen Veldhuis      | Nederland           | 51,74 | 21 december 2008 | Amsterdam |
|     | Marleen Veldhuis      | Nederland           | 51,91 | 11 december 2008 | Rijeka    |
|     | Marleen Veldhuis      | Nederland           | 52,08 | 23 december 2007 | Amsterdam |
|     | Marleen Veldhuis      | Nederland           | 52,14 | 18 november 2007 | Berlijn   |
|     | Therese Alshammar     | Zweden              | 52,17 | 17 maart 2000    | Athene    |
|     | Therese Alshammar     | Zweden              | 52,80 | 10 december 1999 | Lissabon  |
|     | Sandra Völker         | Duitsland           | 53,04 | 13 december 1996 | Rostock   |
|     | Franziska van Almsick | Duitsland           | 53,33 | 10 januari 1993  | Peking    |
|     | Franziska van Almsick | Duitsland           | 53,46 | 6 januari 1993   | Shanghai  |
|     | Marianne Muis         | Nederland           | 53,95 | 18 maart 1990    | Drachten  |

### OntwikkelingNederlandsrecord
| Nr. | Naam                 | Club                | Tijd     | Datum             | Plaats              |
| --- | -------------------- | ------------------- | -------- | ----------------- | ------------------- |
|     | Ranomi Kromowidjojo  | Eiffel Swimmers PSV | 51,14    | 3 augustus 2017   | Moskou              |
|     | Ranomi Kromowidjojo  | Eiffel Swimmers PSV | 51,28    | 11 augustus 2013  | Berlijn             |
|     | Inge Dekker          |                     | 51,35    | 11 december 2009  | Istanboel           |
|     | Ranomi Kromowidjojo  | Eiffel Swimmers PSV | 51,54    | 10 december 2009  | Istanboel           |
|     | Marleen Veldhuis     | Eiffel Swimmers PSV | 51,74    | 21 december 2008  | Amsterdam           |
|     | Marleen Veldhuis     | Eiffel Swimmers PSV | 51,91    | 11 december 2008  | Rijeka              |
|     | Marleen Veldhuis     | Eiffel Swimmers PSV | 52,08    | 23 december 2007  | Amsterdam           |
|     | Marleen Veldhuis     | Eiffel Swimmers PSV | 52,14    | 18 november 2007  | Berlijn             |
|     | Marleen Veldhuis     | Eiffel Swimmers PSV | 52,30    | 14 november 2007  | Stockholm           |
|     | Marleen Veldhuis     | PSV                 | 52,41    | 8 december 2006   | Helsinki            |
|     | Marleen Veldhuis     | PSV                 | 52,64    | 10 november 2006  | Genua               |
|     | Inge de Bruijn       | PSV                 | 52,65    | 14 december 2001  | Antwerpen           |
|     | Inge de Bruijn       | PSV                 | 52,95    | 13 december 2001  | Antwerpen           |
|     | Inge de Bruijn       | PSV                 | 53,34    | 19 december 1998  | Rio de Janeiro      |
|     | Marianne Muis        | ZPA                 | 53,95    | 18 maart 1990     | Drachten            |
|     | Marianne Muis        | ZPA                 | 54,14    | 11 maart 1990     | Drachten            |
|     | Annemarie Verstappen | BZV/Solar           | 54,30    | 6 maart 1983      | Hengelo             |
|     | Annemarie Verstappen | BZV/Solar           | 54,69    | 7 maart 1982      | Zutphen             |
|     | Annemarie Verstappen | BZV/Solar           | 54,8     | 7 februari 1982   | Offenbach           |
|     | Enith Brigitha       | Het Y               | 55,30    | 13 maart 1977     | Amsterdam           |
|     | Enith Brigitha       | Het Y               | 55,49    | 6 maart 1977      | Bremen              |
|     | Enith Brigitha       | Het Y               | 56,13    | 7 maart 1976      | Utrecht             |
|     | Enith Brigitha       | Het Y               | 57,0     | 7 september 1975  | Antwerpen           |
|     | Enith Brigitha       | Het Y               | 57,04    | 23 maart 1974     | Den Haag            |
|     | Enith Brigitha       | Het Y               | 57,57    | 2 maart 1974      | Bremen              |
|     | Enith Brigitha       | Het Y               | 57,7     | 14 oktober 1973   | Luik                |
|     | Enith Brigitha       | Het Y               | 58,1     | 16 september 1973 | Amsterdam           |
|     | Enith Brigitha       | Het Y               | 58,56    | 3 maart 1973      | Bremen              |
|     | Anke Rijnders        | AZ&PC               | 58,8     | 2 april 1972      | Utrecht             |
|     | Enith Brigitha       | Het Y               | 59,6     | 26 februari 1972  | Bremen              |
|     | Enith Brigitha       | Het Y               | 59,6 1   | 4 januari 1972    | Las Palmas          |
|     | Enith Brigitha       | Het Y               | 59,7     | 4 december 1971   | Alphen aan den Rijn |
|     | Enith Brigitha       | Het Y               | 59,8     | 28 november 1971  | Voorburg            |
|     | Enith Brigitha       | Het Y               | 59,9     | 27 november 1971  | Amsterdam           |
|     | Anke Rijnders        | AZ&PC               | 59,9     | 21 november 1971  | Den Haag            |
|     | Hansje Bunschoten    | Naarden             | 59,9     | 21 november 1971  | Hilversum           |
|     | Hansje Bunschoten    | Naarden             | 1.00,0   | 7 november 1971   | Hilversum           |
|     | Hansje Bunschoten    | Naarden             | 1.00,1   | 26 september 1971 | Aken                |
|     | Enith Brigitha       | Het Y               | 1.00,3   | 5 september 1971  | Deventer            |
|     | Anke Rijnders        | AZ&PC               | 1.00,4 1 | 14 augustus 1971  | Rotterdam           |
|     | Enith Brigitha       | Het Y               | 1.00,8   | 2 mei 1971        | 's-Hertogenbosch    |
|     | Nel Bos              | ADZ                 | 1.00,9   | 2 maart 1968      | Bremen              |
|     | Nel Bos              | ADZ                 | 1.01,1   | 17 september 1967 | Aken                |
|     | Nel Bos              | ADZ                 | 1.01,5   | 1 mei 1967        | Amsterdam           |
|     | Nel Bos              | ADZ                 | 1.01,7   | 4 maart 1967      | Bremen              |
|     | Erica Terpstra       | HZ&PC               | 1.01,7 1 | 8 augustus 1964   | Den Haag            |
|     | Cocky Gastelaars     | SZC                 | 1.02,6   | 10 mei 1959       | Venlo               |
|     | Cocky Gastelaars     | SZC                 | 1.02,8   | 14 december 1957  | Rotterdam           |
|     | Greetje Kraan        | De Robben           | 1.03,2   | 22 maart 1957     | Hilversum           |
|     | Cocky Gastelaars     | SZC                 | 1.04,0   | 14 april 1956     | Schiedam            |
|     | Cocky Gastelaars     | SZC                 | 1.04,2   | 3 maart 1956      | Amsterdam           |
|     | Willy den Ouden      | RDZ                 | 1.04,6   | 27 februari 1936  | Amsterdam           |
|     | Willy den Ouden      | RDZ                 | 1.04,8   | 15 april 1934     | Rotterdam           |
|     | Willy den Ouden      | RDZ                 | 1.05,4   | 24 februari 1934  | Amsterdam           |
|     | Willy den Ouden      | RDZ                 | 1.06,0   | 9 juli 1933       | Antwerpen           |
|     | Willy den Ouden      | RDZ                 | 1.07,4   | 17 augustus 1932  | Amsterdam           |
|     | Willy den Ouden      | RDZ                 | 1.07,6 1 | 7 augustus 1932   | Los Angeles         |
|     | Willy den Ouden      | RDZ                 | 1.08,6   | 21 mei 1932       | Amsterdam           |
|     | Willy den Ouden      | RDZ                 | 1.09,8   | 11 november 1931  | Den Haag            |
|     | Willy den Ouden      | RDZ                 | 1.10,4   | 12 juli 1931      | Rotterdam           |
|     | Marie Braun          | ODZ                 | 1.11,8   | 29 oktober 1929   | Den Haag            |
|     | Marie Braun          | ODZ                 | 1.13,2   | 28 november 1928  | Den Haag            |
|     | Marie Braun          | ODZ                 | 1.13,4   | 7 juli 1928       | Utrecht             |
|     | Rie Vierdag          | Het Y               | 1.14,8 1 | 4 september 1927  | Bologna             |
|     | Marie Baron          | ODZ                 | 1.16,2   | 20 augustus 1926  | Amsterdam           |
|     | Marie Baron          | ODZ                 | 1.16,6   | 23 augustus 1925  | Breda               |
|     | Marie Baron          | ODZ                 | 1.17,2   | 5 juli 1925       | Amsterdam           |
|     | Marie Baron          | ODZ                 | 1.17,8   | 10 augustus 1924  | Breda               |
|     | Rie Vierdag          | AZ&PC               | 1.21,0   | 15 juni 1924      | Amsterdam           |
|     | Rie Beisenherz       | ADZ                 | 1.22,4   | 23 augustus 1920  | Antwerpen           |
|     | Rie Beisenherz       | ADZ                 | 1.25,6   | 20 augustus 1920  | Antwerpen           |
|     | Rie Beisenherz       | ADZ                 | 1.28,6   | 31 juli 1920      | Amsterdam           |
|     | Lies Klophaus        | HDZ                 | 1.32,0   | 24 augustus 1919  | Amsterdam           |
|     | Lies Klophaus        | HDZ                 | 1.38,2   | 31 augustus 1918  | Gouda               |

1 = Gezwommen op langebaan. Indien tijd op langebaan sneller is dan tijd op kortebaan dan geldt de eerste als officieel record.